# Vrbičevke
Vrbičevke (lat. Lythraceae), biljna porodica iz reda mirtolike kojoj pripada 28 rodova s preko 660 vrsta. Najvažniji rod vrbica (Lythrum) raste uglavnom u močvarnim predjelima, a u Hrvatskoj su poznate mala vrbica ili sipanska vrbica (L. hyssopifolia), obična vrbica ili purpurna vrbica (L. salicaria), tamjankolista vrbica ili četveročlana vrbica (L. thymifolia), šibljasta vrbica ili šibasta vrbica (L. virgatum), potočni pilićnjak (L. portula) i L. tribracteatum.
Rodu vrbica pripadaju jednogodišnje raslinje i trajnice, po čijem imenu i porodia dobiva ime, a dolazi po grčkom lythron (= izljev krvi), prema boji cvjetova. postali značajni rodovi su kufeja (Cuphea), korisno drvo lafenzija iz Meksika (Lafoensia), listopadno i vazdazeleno grmlje i drveće lagerstremija (Lagerstroemia), lavsonija ili hena (Lawsonia)), mogranj (Punica), orašac (Trapa) i drugi

## Opis
Lythraceae je porodica koja sadrži oko 650 vrsta u 31 rodu drveća, malog grmlja i višegodišnjeg bilja, javlja se prvenstveno u toplijim regijama Starog i Novog svijeta, a posebno je raznolika u Južnoj Americi i Africi. Sada uključuje bivšu porodicu Punicaceae, koja se sastoji od dvije vrste nara (Punica); bivša porodica Sonneratiaceae, koja se sastoji od sedam ili osam vrsta dvaju rodova mangrova i tropskih prašuma Starog svijeta, Sonneratia i Duabanga; i bivša porodica Trapaceae, s jednim rodom Trapa, ili orašac, “vodenim kestenom”, s dvije vrste vodenog bilja koje se nalazi od središnje i južne Europe do istočne Azije i od tropske do suptropske Afrike. Postala je naturalizirana u Sjevernoj Americi i Australiji. Najveći rod u porodici, kufeja (Cuphea), ima približno 250 vrsta u američkim tropima. Lythrum salicaria porijeklom je iz Starog svijeta, ali se njen rasprostranjenost proširila iz Europe i Azije u Sjevernu Ameriku i jugoistočnu Australiju.

## Rodovi
Familia Lythraceae J.St.-Hil. (674 spp.)
1. Subfamilia Punicoideae (Eichl.) Luerss.
  1. Pemphis J. R. Forst. & G. Forst. (1 sp.)
  2. Punica L. (2 spp.)
  3. Capuronia Lourteig (1 sp.)
  4. Galpinia N. E. Br. (1 sp.)
  5. Diplusodon Pohl (108 spp.)
  6. Physocalymma Pohl (1 sp.)
  7. Lourtella S. A. Graham, Baas & Tobe (1 sp.)
  8. Pehria Sprague (1 sp.)
  9. Adenaria Kunth (1 sp.)
  10. Koehneria S. A. Graham, Tobe & Baas (1 sp.)
  11. Woodfordia Salisb. (2 spp.)
  12. Pleurophora D. Don (7 spp.)
  13. Cuphea P. Browne (256 spp.)
  14. Lafoensia Vand. (6 spp.)
2. Subfamilia Lythroideae Juss. ex Arn.
  1. Heimia Link & Otto (3 spp.)
  2. Rotala L. (68 spp.)
  3. Didiplis Raf. (1 sp.)
  4. Decodon J. F. Gmel. (1 sp.)
  5. Lythrum L. (34 spp.)
  6. Duabanga Buch.-Ham. (2 spp.)
  7. Lagerstroemia L. (47 spp.)
  8. Trapa L. (2 spp.)
  9. Sonneratia L. fil. (6 spp.)
  10. Lawsonia L. (1 sp.)
  11. Ginoria Jacq. (13 spp.)
  12. Tetrataxis Hook. fil. (1 sp.)
  13. Ammannia L. (106 spp.)